# Литвин Петро Михайлович
Петро́ Миха́йлович Литви́н (нар. 12 червня 1967, с. Слобода Романівська, Новоград-Волинський район, Житомирська область) — український генерал-лейтенант. Командир 8-го армійського корпусу Сухопутних військ Збройних Сил України (2012—2014). Надзвичайний і Повноважний Посол України в Республіці Вірменія (06.2018-07.2019).

## Біографія
У 1990 році закінчив Київське вище танкове інженерне училище, Національну академію оборони України (2008). Служив на різних офіцерських посадах: заступника командира роти, помічника начальника бронетанкової служби полку, заступника командира батальйону, заступника командира полку з озброєння, заступника командира дивізії. Командував танковим полком, танковою дивізією, окремими танковою та механізованою бригадами Північного оперативного командування.
У лютому 2005 р. призначений на посаду заступника командира 13-го армійського корпусу Західного оперативного командування. З червня 2007 по 2012 рр. — командувач військами Південного оперативного командування Сухопутних військ Збройних Сил України. У травні 2012-го року призначений на посаду командира 8-го армійського корпусу Сухопутних військ Збройних Сил України.
Почесний громадянин м. Новоград-Волинського, депутат Житомирської обласної ради.

### Війна на сході України 2014
Під час війни на сході України перебував на посаді командувача військ сектора «Д». 25 серпня 2014 року залишив бійців напризволяще та втік до Києва.

### Дипломатична робота
З 19 червня 2018 року — Надзвичайний і Повноважний Посол України в Республіці Вірменія.
19 липня 2019 року звільнений з посади.

## Родина
- Брат Литвин Володимир Михайлович — політик, колишній Голова Верховної Ради України.
- Брат Литвин Микола Михайлович — генерал армії України, колишній голова Державної прикордонної служби України.
- Дружина — Литвин Алла Петрівна.
- Сини — Вадим та Костянтин і близнюки Богдан та Руслан (рішення Новоград-Волинського міськрайонного суду Житомирської області).

## Державні нагороди
- Орден «За заслуги» II ст. (24 серпня 2013) — за вагомий особистий внесок у захист державного суверенітету, забезпечення конституційних прав і свобод громадян, зміцнення економічної безпеки держави, високопрофесійне виконання службового обов'язку та з нагоди 22-ї річниці незалежності України[5]
- Орден «За заслуги» III ст. (21 лютого 2005) — за особисту мужність і відвагу, виявлені у захисті державних інтересів, зміцнення обороноздатності та безпеки України, високий професіоналізм[6]
- Медаль «Захиснику Вітчизни»[7]
- Відзнаки Міністерства оборони України — «Доблесть і честь», «Знак пошани», «Ветеран військової служби», медалі «10 років Збройним Силам України», «15 років Збройним Силам України», «За сумлінну службу» I ст.[7]

## Скандали
25 серпня 2012 року у Новоград-Волинському Петро Литвин вчинив напад на активістів, що поширювали листівки у рамках кампанії «Помста за розкол країни».